# Andi Lila
Andi Lila (Kavajë, 12 febbraio 1986) è un ex calciatore albanese.
È soprannominato Il Lottatore per l'impegno che mette in campo.

## Carriera

### Club

#### Gli inizi
Cresce nel settore giovanile della squadra della sua città natale, il Besa Kavajë, con cui debutta anche nella massima serie albanese.
Il 1º gennaio 2007 viene acquistato dalla squadra greca dell'Īraklīs per 150.000 euro. Dopo soli 6 mesi e dopo aver collezionato solo 3 presenze con la compagine greca, ritorna al Besa Kavajë.
Nel 2008 viene acquistato dal Tirana, rimanendovi fino al 2011 e vincendo il campionato, una coppa nazionale ed una supercoppa.

#### PAS Giannina e Parma
Nel 2011 passa al PAS Giannina, squadra di Giannina, nel nord della Grecia. Nella stagione 2012-2013 la squadra raggiunge il 5º posto in classifica arrivando a conquistarsi i play-off della Super League greca, per poter accedere alle qualificazioni in Champions League ed Europa League.
Il 9 gennaio 2015 viene ufficializzato il suo passaggio al club italiano del Parma in prestito con diritto di riscatto. Sceglie di indossare la maglia numero 3. Fa il suo esordio con la maglia gialloblù il 14 gennaio 2015 nella partita Cagliari-Parma valida per gli ottavi di finale di Coppa Italia.
Il 15 marzo 2015 segna il suo primo gol in Serie A nella partita tra Sassuolo-Parma finita 4-1 per i padroni di casa. Il 4 aprile 2015 segna anche il suo secondo gol in campionato a San Siro contro l'Inter, gol che ha permesso al Parma di pareggiare per 1-1.
Al termine della stagione, complice anche il fallimento del Parma, il suo cartellino non viene riscattato e fa ritorno al PAS Giannina.
Si ritira dal calcio giocato nel 2020.

### Nazionale
Ha debuttato con la maglia della nazionale maggiore albanese nel 2007.
Viene convocato per gli Europei 2016 in Francia.

## Statistiche

### Presenze e reti nei club
Statistiche aggiornate al 16 febbraio 2019.
| Stagione            | Squadra             | Campionato          | Campionato | Campionato | Coppe nazionali | Coppe nazionali | Coppe nazionali | Coppe continentali | Coppe continentali | Coppe continentali | Altre coppe | Altre coppe | Altre coppe | Totale | Totale |
| Stagione            | Squadra             | Comp                | Pres       | Reti       | Comp            | Pres            | Reti            | Comp               | Pres               | Reti               | Comp        | Pres        | Reti        | Pres   | Reti   |
| ------------------- | ------------------- | ------------------- | ---------- | ---------- | --------------- | --------------- | --------------- | ------------------ | ------------------ | ------------------ | ----------- | ----------- | ----------- | ------ | ------ |
| 2003-2004           | Besa Kavajë         | KS                  | 10         | 0          | CA              | 0               | 0               | -                  | -                  | -                  | -           | -           | -           | 10     | 0      |
| 2004-2005           | Besa Kavajë         | KP                  | 24         | 0          | CA              | 0               | 0               | -                  | -                  | -                  | -           | -           | -           | 24     | 0      |
| 2005-2006           | Besa Kavajë         | KS                  | 29         | 1          | CA              | 0               | 0               | -                  | -                  | -                  | -           | -           | -           | 29     | 1      |
| 2006-gen. 2007      | Besa Kavajë         | KS                  | 9          | 0          | CA              | 0               | 0               | -                  | -                  | -                  | -           | -           | -           | 9      | 0      |
| gen.-giu. 2007      | Īraklīs             | SL                  | 3          | 0          | CG              | 0               | 0               | -                  | -                  | -                  | -           | -           | -           | 3      | 0      |
| 2007-2008           | Besa Kavajë         | KS                  | 29         | 0          | CA              | 1               | 1               | CU                 | 1                  | 0                  | SA          | 1           | 0           | 32     | 1      |
| lug. 2008           | Besa Kavajë         | KS                  | 0          | 0          | CA              | 0               | 0               | Int                | 1                  | 0                  | -           | -           | -           | 1      | 0      |
| Totale Besa Kavajë  | Totale Besa Kavajë  | Totale Besa Kavajë  | 101        | 1          |                 | 1               | 1               |                    | 2                  | 0                  |             | 1           | 0           | 105    | 2      |
| 2008-2009           | Tirana              | KS                  | 29         | 4          | CA              | 6               | 0               | -                  | -                  | -                  | -           | -           | -           | 35     | 4      |
| 2009-2010           | Tirana              | KS                  | 24         | 1          | CA              | 2               | 1               | UCL                | 2                  | 0                  | SA          | 1           | 0           | 29     | 2      |
| 2010-2011           | Tirana              | KS                  | 26         | 6          | CA              | 6               | 1               | UEL                | 4                  | 1                  | -           | -           | -           | 36     | 8      |
| 2011-2012           | PAS Giannina        | SL                  | 21         | 0          | CG              | 0               | 0               | -                  | -                  | -                  | -           | -           | -           | 21     | 0      |
| 2012-2013           | PAS Giannina        | SL                  | 25+4       | 1+1        | CG              | 6               | 1               | -                  | -                  | -                  | -           | -           | -           | 35     | 3      |
| 2013-2014           | PAS Giannina        | SL                  | 26         | 2          | CG              | 0               | 0               | -                  | -                  | -                  | -           | -           | -           | 26     | 2      |
| 2014-gen. 2015      | PAS Giannina        | SL                  | 14         | 1          | CG              | 0               | 0               | -                  | -                  | -                  | -           | -           | -           | 14     | 1      |
| gen.-giu. 2015      | Parma               | A                   | 13         | 2          | CI              | 1               | 0               | -                  | -                  | -                  | -           | -           | -           | 14     | 2      |
| 2015-2016           | PAS Giannina        | SL                  | 19         | 2          | CG              | 3               | 0               | -                  | -                  | -                  | -           | -           | -           | 22     | 2      |
| 2016-2017           | PAS Giannina        | SL                  | 18         | 1          | CG              | 0               | 0               | UEL                | 4                  | 0                  | -           | -           | -           | 22     | 1      |
| 2017-2018           | PAS Giannina        | SL                  | 21         | 0          | CG              | 2               | 0               | -                  | -                  | -                  | -           | -           | -           | 23     | 0      |
| 2018-2019           | PAS Giannina        | SL                  | 19         | 0          | CG              | 1               | 0               | -                  | -                  | -                  | -           | -           | -           | 20     | 0      |
| Totale PAS Giannina | Totale PAS Giannina | Totale PAS Giannina | 163+4      | 7+1        |                 | 12              | 1               |                    | 4                  | 0                  |             | -           | -           | 183    | 9      |
| 2019-2020           | Tirana              | KS                  | 0          | 0          | CA              | 0               | 0               | -                  | -                  | -                  | -           | -           | -           | 0      | 0      |
| Totale Tirana       | Totale Tirana       | Totale Tirana       | 79         | 11         |                 | 14              | 2               |                    | 6                  | 1                  |             | 1           | 0           | 100    | 14     |
| Totale carriera     | Totale carriera     | Totale carriera     | 363        | 22         |                 | 28              | 4               |                    | 12                 | 1                  |             | 2           | 0           | 405    | 27     |

### Cronologia presenze e reti in Nazionale
| Cronologia completa delle presenze e delle reti in nazionale ― Albania | Cronologia completa delle presenze e delle reti in nazionale ― Albania | Cronologia completa delle presenze e delle reti in nazionale ― Albania | Cronologia completa delle presenze e delle reti in nazionale ― Albania | Cronologia completa delle presenze e delle reti in nazionale ― Albania | Cronologia completa delle presenze e delle reti in nazionale ― Albania | Cronologia completa delle presenze e delle reti in nazionale ― Albania | Cronologia completa delle presenze e delle reti in nazionale ― Albania |
| Data                                                                   | Città                                                                  | In casa                                                                | Risultato                                                              | Ospiti                                                                 | Competizione                                                           | Reti                                                                   | Note                                                                   |
| ---------------------------------------------------------------------- | ---------------------------------------------------------------------- | ---------------------------------------------------------------------- | ---------------------------------------------------------------------- | ---------------------------------------------------------------------- | ---------------------------------------------------------------------- | ---------------------------------------------------------------------- | ---------------------------------------------------------------------- |
| 21-11-2007                                                             | Bucarest                                                               | Romania                                                                | 6 – 1                                                                  | Albania                                                                | Qual. Euro 2008                                                        | -                                                                      |                                                                        |
| 27-5-2008                                                              | Varsavia                                                               | Polonia                                                                | 1 – 0                                                                  | Albania                                                                | Amichevole                                                             | -                                                                      | 45’                                                                    |
| 20-8-2008                                                              | Scutari                                                                | Albania                                                                | 2 – 0                                                                  | Liechtenstein                                                          | Amichevole                                                             | -                                                                      | 56’                                                                    |
| 19-11-2008                                                             | Baku                                                                   | Azerbaigian                                                            | 1 – 1                                                                  | Albania                                                                | Amichevole                                                             | -                                                                      | 46’                                                                    |
| 11-2-2009                                                              | Malta                                                                  | Malta                                                                  | 0 – 0                                                                  | Albania                                                                | Qual. Mondiali 2010                                                    | -                                                                      | 80’ 85’                                                                |
| 10-6-2009                                                              | Tirana                                                                 | Albania                                                                | 1 – 1                                                                  | Georgia                                                                | Amichevole                                                             | -                                                                      | 54’                                                                    |
| 14-11-2009                                                             | Tallinn                                                                | Estonia                                                                | 0 – 0                                                                  | Albania                                                                | Amichevole                                                             | -                                                                      | 90’                                                                    |
| 3-3-2010                                                               | Tirana                                                                 | Albania                                                                | 1 – 0                                                                  | Irlanda del Nord                                                       | Amichevole                                                             | -                                                                      | 52’                                                                    |
| 25-5-2010                                                              | Podgorica                                                              | Montenegro                                                             | 0 – 1                                                                  | Albania                                                                | Amichevole                                                             | -                                                                      |                                                                        |
| 2-6-2010                                                               | Tirana                                                                 | Albania                                                                | 1 – 0                                                                  | Andorra                                                                | Amichevole                                                             | -                                                                      |                                                                        |
| 11-8-2010                                                              | Tirana                                                                 | Albania                                                                | 1 – 0                                                                  | Uzbekistan                                                             | Amichevole                                                             | -                                                                      | 75’                                                                    |
| 3-9-2010                                                               | Bucarest                                                               | Romania                                                                | 1 – 1                                                                  | Albania                                                                | Qual. Euro 2012                                                        | -                                                                      |                                                                        |
| 7-9-2010                                                               | Durazzo                                                                | Albania                                                                | 1 – 0                                                                  | Lussemburgo                                                            | Qual. Euro 2012                                                        | -                                                                      | 90’                                                                    |
| 8-10-2010                                                              | Tirana                                                                 | Albania                                                                | 1 – 1                                                                  | Bosnia ed Erzegovina                                                   | Qual. Euro 2012                                                        | -                                                                      |                                                                        |
| 12-10-2010                                                             | Adalia                                                                 | Bielorussia                                                            | 2 – 0                                                                  | Albania                                                                | Qual. Euro 2012                                                        | -                                                                      |                                                                        |
| 17-11-2010                                                             | Tirana                                                                 | Albania                                                                | 0 – 0                                                                  | Macedonia                                                              | Amichevole                                                             | -                                                                      |                                                                        |
| 9-2-2011                                                               | Tirana                                                                 | Albania                                                                | 1 – 2                                                                  | Slovenia                                                               | Amichevole                                                             | -                                                                      |                                                                        |
| 26-3-2011                                                              | Tirana                                                                 | Albania                                                                | 1 – 0                                                                  | Bielorussia                                                            | Qual. Euro 2012                                                        | -                                                                      |                                                                        |
| 7-6-2011                                                               | Bosnia                                                                 | Bosnia ed Erzegovina                                                   | 2 – 0                                                                  | Albania                                                                | Qual. Euro 2012                                                        | -                                                                      | 60’ 87’                                                                |
| 20-6-2011                                                              | Buenos Aires                                                           | Argentina                                                              | 4 – 0                                                                  | Albania                                                                | Amichevole                                                             | -                                                                      |                                                                        |
| 10-8-2011                                                              | Tirana                                                                 | Albania                                                                | 3 – 2                                                                  | Montenegro                                                             | Amichevole                                                             | -                                                                      | 76’                                                                    |
| 7-10-2011                                                              | Parigi                                                                 | Francia                                                                | 3 – 0                                                                  | Albania                                                                | Qual. Euro 2012                                                        | -                                                                      | 71’                                                                    |
| 11-10-2011                                                             | Tirana                                                                 | Albania                                                                | 1 – 1                                                                  | Romania                                                                | Qual. Euro 2012                                                        | -                                                                      |                                                                        |
| 11-11-2011                                                             | Tirana                                                                 | Albania                                                                | 0 – 1                                                                  | Azerbaigian                                                            | Amichevole                                                             | -                                                                      |                                                                        |
| 15-11-2011                                                             | Skopje                                                                 | Macedonia                                                              | 0 – 0                                                                  | Albania                                                                | Amichevole                                                             | -                                                                      | 92’                                                                    |
| 29-2-2012                                                              | Tbilisi                                                                | Georgia                                                                | 2 – 1                                                                  | Albania                                                                | Amichevole                                                             | -                                                                      | 70’                                                                    |
| 22-5-2012                                                              | Madrid                                                                 | Qatar                                                                  | 1 – 2                                                                  | Albania                                                                | Amichevole                                                             | -                                                                      | 84’                                                                    |
| 27-5-2012                                                              | Istanbul                                                               | Albania                                                                | 1 – 0                                                                  | Iran                                                                   | Amichevole                                                             | -                                                                      |                                                                        |
| 15-8-2012                                                              | Tirana                                                                 | Albania                                                                | 0 – 0                                                                  | Moldavia                                                               | Amichevole                                                             | -                                                                      |                                                                        |
| 7-9-2012                                                               | Tirana                                                                 | Albania                                                                | 3 – 1                                                                  | Cipro                                                                  | Qual. Mondiali 2014                                                    | -                                                                      |                                                                        |
| 11-9-2012                                                              | Zurigo                                                                 | Svizzera                                                               | 2 – 0                                                                  | Albania                                                                | Qual. Mondiali 2014                                                    | -                                                                      |                                                                        |
| 12-10-2012                                                             | Tirana                                                                 | Albania                                                                | 1 – 2                                                                  | Islanda                                                                | Qual. Mondiali 2014                                                    | -                                                                      |                                                                        |
| 16-10-2012                                                             | Tirana                                                                 | Albania                                                                | 1 – 0                                                                  | Slovenia                                                               | Qual. Mondiali 2014                                                    | -                                                                      | 63’                                                                    |
| 14-11-2012                                                             | Ginevra                                                                | Albania                                                                | 0 – 0                                                                  | Camerun                                                                | Amichevole                                                             | -                                                                      |                                                                        |
| 6-2-2013                                                               | Tirana                                                                 | Albania                                                                | 1 – 2                                                                  | Georgia                                                                | Amichevole                                                             | -                                                                      |                                                                        |
| 22-3-2013                                                              | Oslo                                                                   | Norvegia                                                               | 0 – 1                                                                  | Albania                                                                | Qual. Mondiali 2014                                                    | -                                                                      | 85’, 88’                                                               |
| 26-3-2013                                                              | Tirana                                                                 | Albania                                                                | 4 – 1                                                                  | Lituania                                                               | Amichevole                                                             | -                                                                      | 78’                                                                    |
| 14-8-2013                                                              | Tirana                                                                 | Albania                                                                | 2 – 0                                                                  | Armenia                                                                | Amichevole                                                             | -                                                                      | 46’                                                                    |
| 6-9-2013                                                               | Lubiana                                                                | Slovenia                                                               | 1 – 0                                                                  | Albania                                                                | Qual. Mondiali 2014                                                    | -                                                                      |                                                                        |
| 10-9-2013                                                              | Reykjavík                                                              | Islanda                                                                | 2 – 1                                                                  | Albania                                                                | Qual. Mondiali 2014                                                    | -                                                                      |                                                                        |
| 11-10-2013                                                             | Tirana                                                                 | Albania                                                                | 1 – 2                                                                  | Svizzera                                                               | Qual. Mondiali 2014                                                    | -                                                                      |                                                                        |
| 15-10-2013                                                             | Nicosia                                                                | Cipro                                                                  | 0 – 0                                                                  | Albania                                                                | Qual. Mondiali 2014                                                    | -                                                                      |                                                                        |
| 15-11-2013                                                             | Adalia                                                                 | Bielorussia                                                            | 0 – 0                                                                  | Albania                                                                | Amichevole                                                             | -                                                                      |                                                                        |
| 5-3-2014                                                               | Durazzo                                                                | Albania                                                                | 2 – 0                                                                  | Malta                                                                  | Amichevole                                                             | -                                                                      |                                                                        |
| 31-5-2014                                                              | Yverdon-les-Bains                                                      | Albania                                                                | 0 – 1                                                                  | Romania                                                                | Amichevole                                                             | -                                                                      |                                                                        |
| 4-6-2014                                                               | Budapest                                                               | Ungheria                                                               | 1 – 0                                                                  | Albania                                                                | Amichevole                                                             | -                                                                      | 80’                                                                    |
| 8-6-2014                                                               | Serravalle                                                             | San Marino                                                             | 0 – 3                                                                  | Albania                                                                | Amichevole                                                             | -                                                                      | 73’                                                                    |
| 7-9-2014                                                               | Aveiro                                                                 | Portogallo                                                             | 0 – 1                                                                  | Albania                                                                | Qual. Euro 2016                                                        | -                                                                      | 75’                                                                    |
| 11-10-2014                                                             | Elbasan                                                                | Albania                                                                | 1 – 1                                                                  | Danimarca                                                              | Qual. Euro 2016                                                        | -                                                                      | 87’                                                                    |
| 14-10-2014                                                             | Belgrado                                                               | Serbia                                                                 | 0 – 3 tav                                                              | Albania                                                                | Qual. Euro 2016                                                        | -                                                                      |                                                                        |
| 14-11-2014                                                             | Rennes                                                                 | Francia                                                                | 1 – 1                                                                  | Albania                                                                | Amichevole                                                             | -                                                                      | 85’                                                                    |
| 18-11-2014                                                             | Genova                                                                 | Italia                                                                 | 1 – 0                                                                  | Albania                                                                | Amichevole                                                             | -                                                                      | 90’                                                                    |
| 13-6-2015                                                              | Elbasan                                                                | Albania                                                                | 1 – 0                                                                  | Francia                                                                | Amichevole                                                             | -                                                                      | 18’                                                                    |
| 8-10-2015                                                              | Elbasan                                                                | Albania                                                                | 0 – 2                                                                  | Serbia                                                                 | Qual. Euro 2016                                                        | -                                                                      | 46’                                                                    |
| 13-11-2015                                                             | Pristina                                                               | Kosovo                                                                 | 2 – 2                                                                  | Albania                                                                | Amichevole                                                             | -                                                                      | 84’                                                                    |
| 16-11-2015                                                             | Tirana                                                                 | Albania                                                                | 2 – 2                                                                  | Georgia                                                                | Amichevole                                                             | -                                                                      | 29’                                                                    |
| 26-3-2016                                                              | Vienna                                                                 | Austria                                                                | 2 – 1                                                                  | Albania                                                                | Amichevole                                                             | -                                                                      | 46’                                                                    |
| 29-5-2016                                                              | Hartberg                                                               | Albania                                                                | 3 – 1                                                                  | Qatar                                                                  | Amichevole                                                             | -                                                                      |                                                                        |
| 15-6-2016                                                              | Marsiglia                                                              | Francia                                                                | 2 – 0                                                                  | Albania                                                                | Euro 2016 - 1º turno                                                   | -                                                                      | 71’                                                                    |
| 19-6-2016                                                              | Lione                                                                  | Romania                                                                | 0 – 1                                                                  | Albania                                                                | Euro 2016 - 1º turno                                                   | -                                                                      |                                                                        |
| 6-10-2016                                                              | Vaduz                                                                  | Liechtenstein                                                          | 0 – 2                                                                  | Albania                                                                | Qual. Mondiali 2018                                                    | -                                                                      | 46’                                                                    |
| 9-10-2016                                                              | Scutari                                                                | Albania                                                                | 0 – 2                                                                  | Spagna                                                                 | Qual. Mondiali 2018                                                    | -                                                                      |                                                                        |
| 24-3-2017                                                              | Palermo                                                                | Italia                                                                 | 2 – 0                                                                  | Albania                                                                | Qual. Mondiali 2018                                                    | -                                                                      | 76’                                                                    |
| 11-6-2017                                                              | Haifa                                                                  | Israele                                                                | 0 – 3                                                                  | Albania                                                                | Qual. Mondiali 2018                                                    | -                                                                      | 53’ 57’                                                                |
| 5-9-2017                                                               | Strumica                                                               | Macedonia                                                              | 1 – 1                                                                  | Albania                                                                | Qual. Mondiali 2018                                                    | -                                                                      |                                                                        |
| 9-10-2017                                                              | Scutari                                                                | Albania                                                                | 0 – 1                                                                  | Italia                                                                 | Qual. Mondiali 2018                                                    | -                                                                      | 68’ 75’                                                                |
| 13-11-2017                                                             | Adalia                                                                 | Turchia                                                                | 2 – 3                                                                  | Albania                                                                | Amichevole                                                             | -                                                                      | 86’                                                                    |
| 26-3-2018                                                              | Elbasan                                                                | Albania                                                                | 0 – 1                                                                  | Norvegia                                                               | Amichevole                                                             | -                                                                      | 65’                                                                    |
| 10-10-2018                                                             | Elbasan                                                                | Albania                                                                | 0 – 0                                                                  | Giordania                                                              | Amichevole                                                             | -                                                                      | 80’                                                                    |
| 20-11-2018                                                             | Elbasan                                                                | Albania                                                                | 1 – 0                                                                  | Galles                                                                 | Amichevole                                                             | -                                                                      | 30’ 59’                                                                |
| Totale                                                                 |                                                                        | Presenze (11º posto)                                                   | 70                                                                     |                                                                        | Reti                                                                   | 0                                                                      |                                                                        |

## Palmarès

### Club

#### Competizioni nazionali
- Kategoria e Parë: 1

Besa Kavajë: 2004-2005
- Campionato albanese: 2

KF Tirana: 2008-2009, 2019-2020
- Supercoppa d'Albania: 1

KF Tirana: 2009
- Coppa d'Albania: 1

KF Tirana: 2010-2011